# ダニール・トリフォノフ
ダニール・オレゴヴィチ・トリフォノフ（ロシア語: Даниил Олегович Трифонов, ラテン文字転写: Daniil Olegovich Trifonov、1991年3月5日 - ）はロシア出身のピアニスト。

## 来歴
ニジニ・ノヴゴロド生まれ。5歳からピアノを始め、グネーシン音楽学校でタチアナ・ゼリグマンに師事。17歳前後から国際コンクールで上位入賞する。17歳でモスクワで開かれた第4回スクリャービン国際コンクールで第5位、第3回サンマリノ国際ピアノコンクールで第1位に入賞する。
2009年にグネーシン音楽大学を卒業してクリーブランド音楽院でセルゲイ・ババヤンに師事。2010年には第16回ショパン国際ピアノコンクールで第3位入賞。
2011年5月にはルービンシュタイン国際ピアノコンクールで第1位、優勝コンサートツアーをこなしながらまだレパートリーになっていなかったチャイコフスキーのピアノ協奏曲を練習し、その数週間後の第14回チャイコフスキー国際コンクールでも第1位かつ、全部門のグランプリに輝く。ババヤンは「チャイコフスキーコンクールの決勝でショパンの協奏曲を弾いて優勝した人はいない」とトリフォノフに言ったが、ショパンコンクールで十分弾きこんであるショパンの協奏曲を決勝で弾くように勧めた。